# Сръбска рамонда
Сръбската рамонда (Ramonda serbica) е вид покритосеменно растение от семейство Gesneriaceae. Цветето е открито от сръбския ботаник Йосиф Панчич през 1874 г. близо до Ниш. Известно е със способността си да се съживява след напояване, дори когато е напълно дехидратирано.

## Разпространение
Видът е разпространен в Албания, България, Гърция, Северна Македония и Сърбия.
В България се среща в Предбалкана на надморска височина от 350 до 900 метра.